# Asterostemma depressa
Asterostemma — вимерлий рід гліптодонтів. Він жив у середньому міоцені, а його скам'янілі останки були виявлені в Південній Америці.

## Опис
Як і всі його близькі родичі, Asterostemma мав панцир із зрощених остеодерм, що захищало більшу частину його тіла. Орнаментація його остеодерм була подібна до інших базальних родів гліптодонтів, таких як Propalaehoplophorus, з чіткими та неглибокими борознами, а центральні фігури були округлими. Вони були оточені одним рядом периферійних фігур. Хвостова кіраса Asterostemma була утворена кільцями та хвостовою трубкою, утворюючи довгу та тонку структуру, подібну до структур сучасних броненосців.

## Класифікація
Asterostemma depressa була вперше описана Флорентіно Амегіно в 1889 році на основі викопних останків, знайдених у середньоміоценових територіях Аргентини. Інші види, віднесені до цього роду, такі як A. acostae, A. gigantea та A. venezolensis були перенесені до окремого роду гліптодонтів, Boreostemma.